# Dora Bouchoucha
Dora Bouchoucha (arab. درّة بوشوشة ; ur. 11 października 1957 w Tunisie) – tunezyjska producentka filmowa. Zaangażowana w powstanie niemal 30 tytułów filmowych, spośród których wiele prezentowanych było na czołowych festiwalach.

## Życiorys
Absolwentka literatury angielskiej na paryskiej Sorbonie. Od 1994 zajmowała się produkcją filmów i była współzałożycielką studia filmowego Nomadis Images. Angażowała się w promocję i rozwój artystycznego kina afrykańskiego i arabskiego. Przez ponad dziesięć lat związana była z MFF w Rotterdamie. Była dyrektorką MFF w Kartaginie (2008-2010 i 2014), a wcześniej konsultantką ds. kina arabskiego i afrykańskiego na MFF w Wenecji (2007-2011).
W jej dorobku producenckim są takie filmy, jak m.in. Pałac milczenia (1994) i Miesiąc mężczyzn (2000) Moufidy Tlatli; Czerwony jedwab (2002), Pogrzebane tajemnice (2009) i Ciało obce (2016) Rajy Amari; Zamach na słońce (2003) Abdelkrima Bahloula; Tobruk (2008) Václava Marhoula; Skruszony (2012) Merzaka Allouache'a; Hedi (2016) i Drogi synu (2018) Mohameda Bena Atii; Souad (2021) Aytena Amina.
Zasiadała w jury konkursu głównego na 67. MFF w Berlinie (2017). Była również członkinią jury Nagrody im. Luigiego De Laurentiisa za najlepszy debiut reżyserski na 77. MFF w Wenecji (2020).